# Großsteingrab Holm
Das Großsteingrab Holm war eine megalithische Grabanlage der jungsteinzeitlichen Trichterbecherkultur bei Holm, einem Ortsteil von Dassow im Landkreis Nordwestmecklenburg (Mecklenburg-Vorpommern). Es wurde 1837 erstmals erwähnt. Robert Beltz erwähnte es 1899 noch als existent, es scheint also erst im frühen 20. Jahrhundert abgetragen worden zu sein.

## Lage
Das Grab befand sich einige hundert Meter südlich von Holm im Holmer Wald. Es lag etwa 10 Minuten vom im Wald gelegenen Gasthaus Flechtkrug entfernt. Etwa 800 m westlich befand sich das 1837 zerstörte Großsteingrab Prieschendorf.

## Beschreibung
Das Grab war auf einer natürlichen Anhöhe errichtet. Maße, Ausrichtung und Typ der Grabkammer sind nicht überliefert. Das Innere der Grabkammer war um 1837 bereits vertieft, was auf eine mögliche frühere Durchwühlung hindeutet.